# حجور (روستا)
حجور (در عربی:  حَجُور )
نام روستایی است در دهستان القرعة از توابع استان رَیمه در کشور یمن در شبه جزیره عربستان.

## جمعیت
جمعیت آن (۵۵) نفر (۵ خانوار) می‌باشد.